# Pfarrkirche Kroatisch Minihof

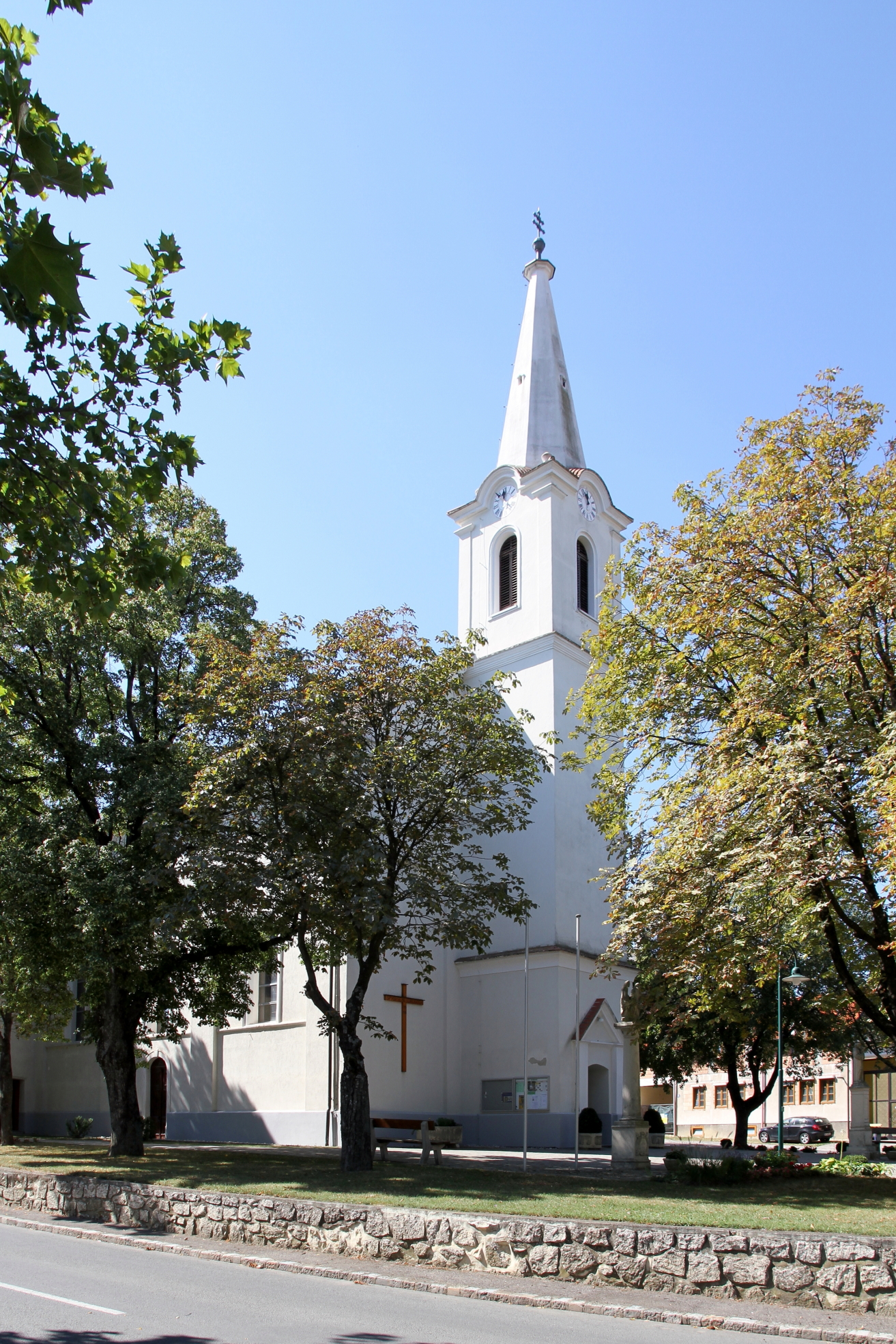
Pfarrkirche Kroatisch Minihof

Die römisch-katholische Pfarrkirche Kroatisch Minihof steht frei auf dem baumbestandenen Anger beim Hauptplatz von Kroatisch Minihof (kroatisch Mjenovo, ungarisch Malomháza) in der Gemeinde Nikitsch (kroatisch: Filež, ungarisch: Füles) im Bezirk Oberpullendorf im Burgenland. Sie ist der Heiligen Dreifaltigkeit geweiht und gehört zum kroatischen Dekanat Großwarasdorf.

## Geschichte
Die ursprüngliche Kirche wurde 1731 auf einem im ersten Viertel des 18. Jahrhunderts entstandenen Platz – dem heutigen Kirchenplatz – errichtet. Ursprünglich befand sich dort eine Gruppe von drei verfallenen Kleinhäusern bzw. entsprechenden Häuserparzellen. Anlässlich der Errichtung der alten Minihofer Kirche 1731 wurde seitens der damaligen Grundherren angeordnet, diese drei Häuser aus Brandschutzgründen nicht wiedererrichten zu lassen. So heißt es in einem Protokoll aus dem Jahr 1767: Es wärn zwar 3 oede Hoffmark von Hoffstädlern, solche aber die Herrschaft wegen geschränkte Enge deren Häusern, zumahlen die Kirchen daran neu gebauet ist, aller Gefahr zu entgehen nicht aufbauen lassen wollen.
Die erste Kirche wurde 1731 erbaut und der heiligen Dreifaltigkeit geweiht. Dabei wurde rund um die Kirche auch ein Friedhof angelegt. 1856 erfolgte eine große Renovierung. 1870 wurde Kroatisch Minihof zu einer selbstständigen Pfarre ernannt und somit pfarrlich von Nikitsch getrennt. So kam es im Jahr 1874 zum Bau einer neuen Kirche. Die Ausstattung der alten Kirche – aus dem 17. und 18. Jh. – wurde in die neue übertragen, fehlende Objekte wurden neu angeschafft. Der Friedhof wurde abgebrochen und an den damaligen Ortsrand verlegt, wobei historisch wertvolle Grabsteine dorthin verbracht wurden. In den Jahren 1996 bis 1998 erfolgte eine umfassende Renovierung und Restaurierung.
Anlässlich des Baues der neuen Kirche im Jahr 1874 wurde der Turm der Vorgängerkirche von 1731 ausgebaut und um zwei Etagen höher gezogen. Noch heute lässt sich allerdings erkennen, in welcher Höhe die Glockenstube des alten Turmes lag. Diese befand sich auf jener Etage, die heute mit einem kreisrunden Fenster versehen ist. Hier befanden sich ursprünglich die vier Fenster der alten Glockenstube und die Glocken in unbekannter Anzahl. Bei der Aufstockung des Turmes 1874 wurden zwei Fenster ganz vermauert und eines zum heutigen runden Fenster verkleinert. Doch blieb ein Fenster (oder genauer gesagt ein Fensterstock) zum Großteil erhalten und bildet seit 1874 den Zugang zum Dachboden der Kirche. Es handelt sich dabei um jenes Fenster, welches an der ursprünglich freistehenden Südseite des alten Turmes lag, und anlässlich der Errichtung der heutigen Kirche unter das Schiffsdach zu liegen kam. Wenn man heute durch dieses Fenster auf den Gewölbe-Dachboden der Kirche steigt, hat man die Möglichkeit, den alten barocken Fensterstock sowie diverse Bemalungsreste zu erkennen.

## Architektur und Ausstattung
Die Kirche ist ein einfacher Saalbau im Stil des Klassizismus mit einem dreigeschoßigen, vorgestellten Südturm. Die Giebelfassade hat einen Rundbogenfries. Der Chor ist flachrund geschlossen und etwas eingezogen. Er wird von den Oratorium- und Sakristeianbauten flankiert. Das Langhaus ist dreijochig und hat ein Platzlgewölbe zwischen doppelten Gurtbögen, die auf hohen Doppelpilastern ruhen. Die dreiachsige Empore wird von einem Platzlgewölbe getragen. Ein schmaler Triumphbogen trennt den Chor vom Kirchenschiff. Über dem Chor ist ebenfalls ein Platzlgewölbe. Der Hochaltar, ein barocker Säulenaltar, wurde um 1740 errichtet. Im Altaraufsatz befindet sich eine plastische Figurengruppe der Heiligen Dreifaltigkeit. Seitlich sind kleine Figuren, die die Heiligen Sebastian und Rochus darstellen. Das Altarbild der Heiligen Dreifaltigkeit entstand in der Mitte des 19. Jahrhunderts. Der linke Seitenaltar mit dem Altarbild Maria Lourdes entstand wie der rechte Seitenaltar, mit einem Bild des heiligen Antonius Ende des 19. Jahrhunderts. Der rechte Seitenaltar hat keinen Aufsatz. Die Kanzel, welche nach einem barocken Vorbild errichtet wurde, stammt aus dem 19. Jahrhundert. Das Taufbecken mit Täufergruppe wurde 1871 geschaffen. An der Nordwand befindet sich eine Eisenstädter Madonna, eine polychrome, bekleidete Glockenmadonna aus Holz vom Ende des 17. Jahrhunderts. Über der Sakristeitür hängt ein Ölbild aus der Mitte des 19. Jahrhunderts, das den heiligen Leonhard darstellt. Die vierzehn nazarenischen Kreuzwegstationen wurden im zweiten Viertel des 19. Jahrhunderts gemalt.